# Unescoceratops
Unescoceratops é um dinossauro da família Leptoceratopsidae. A única espécie descrita para o gênero é a Unescoceratops koppelhusae. Seus restos fósseis foram encontrados em 1995, ao sul de Alberta, no Canadá, e datam do Cretáceo Superior. O nome do dinossauro foi escolhido em 2012 em homenagem à UNESCO (Organização das Nações Unidas para a Educação, a Ciência e a Cultura) por seu descobridor, pelo apoio dado pela UNESCO à ciência no mundo.